# SproutCore
SproutCore — свободный JavaScript-фреймворк для создания веб-приложений с расширенными возможностями пользовательского интерфейса, предоставляющими пользователю интерфейс, сравнимый с настольными приложениями. Для создания приложения используется язык JavaScript.
Разработан в русле парадигмы Model-View-Controller. Веб-приложения, созданные с помощью фреймворка, используют язык JavaScript, технологию AJAX и возможности HTML 5. В отличие от JavaScript-библиотек (таких как jQuery, Prototype, Dojo или MooTools) реализована идея выноса логики выполнения веб-приложений на сторону клиента, в результате чего получаются самодостаточные приложения.
Реализует некоторые спецификации CommonJS. Версия 2.0 каркаса получила самостоятельное развитие под наименованием Ember.js.
Применяется в основе приложения Mailroom, использовался разработчиками компании Apple для создания iWork.com (онлайн-расширения iWork), для интернет-сервиса MobileMe. Также на SproutCore реализован Apple iCloud.